# Lasowiak
Lasowiak – polski taniec ludowy, związany z grupą etnograficzną Lasowiaków. Melodia tańca jest dwuczęściowa w takcie 2/4. Tańczony jest w parach na obwodzie koła.